# Хохшпайер
Хохшпайер (нем. Hochspeyer) — община в Германии, в земле Рейнланд-Пфальц.
Занимает площадь 22,72 км². Входит в состав района Кайзерслаутерн. Подчиняется управлению Хохшпайер. Население составляет 4527 человек (на 31 декабря 2010 года).
Деревня Хохшпайер впервые упоминается в 1195 году в документе монастыря Оттерберг. Входила в состав сеньории Франкенштайн, которая последовательно принадлежала графам Лейнинген, Лейнинген-Дагсбург, Лейнинген-Вестербург, Лейнинген-Харденбург-Дагсбург.
С 1794 года — в составе Франции (департамент Доннерсберг). В 1816 году Пфальц, и Хохшпайер в его составе, передан Баварии. С декабря 1918 по июль 1919 года была оккупирована войсками Сиама.